# Luke Pasqualino
Luke Pasqualino (Peterborough, 19 februari 1990) is een Brits acteur van Italiaanse afkomst. Hij speelde onder meer Freddie McClair in het Britse tienerdrama Skins.

## Filmografie

### Film
| Jaar | Film           | Rol     | Opmerkingen |
| ---- | -------------- | ------- | ----------- |
| 2009 | Stingers Rule! | Anthony |             |
| 2012 | The Apparition | Greg    |             |
| 2013 | Snowpiercer    | Grey    |             |

### Televisie
| Jaar      | Serie                                | Rol            | Opmerkingen  |
| --------- | ------------------------------------ | -------------- | ------------ |
| 2009-2010 | Skins                                | Freddie McLair | Seizoen 3, 4 |
| 2009      | Casualty                             | Dans           |              |
| 2009      | Miranda                              | Jason          | 1 aflevering |
| 2011-2012 | The Borgias                          | Paulo          |              |
| 2012      | Battlestar Galactica: Blood & Chrome | William Adama  |              |
| 2014      | The Musketeers                       | D'Artagnan     |              |

- Gemeinsame Normdatei: 1061691551
- International Standard Name Identifier: 0000 0004 4407 698X
- Library of Congress Control Number: no2015024267
- Nationale Bibliotheek van Tsjechië: xx0218285
- Système universitaire de documentation: 181704722
- Virtual International Authority File: 312620340
- WorldCat: E39PBJrRg9pcG7vjGwkFGjTj4q